# Género chico
Il género chico (in italiano piccolo genere) è, insieme al género grande, uno dei due sub-generi della zarzuela spagnola detta romantica (1850 - 1950). Il género chico si contraddistingue del género grande perché presenta solo un atto.